# The Ugly Stepsister
Pour plus de détails, voir Fiche technique et Distribution.
The Ugly Stepsister est un film réalisé par Emilie Blichfeldt et sorti en 2025.

## Fiche technique
- Titre original : Den Stygge Stesøsteren
- Titre international : The Ugly Stepsister
- Réalisation : Emilie Blichfeldt
- Scénario :
- Musique :
- Sociétés de production :
- Sociétés de distribution :
- Budget : N/A
- Pays de production :  Norvège,  Pologne,  Danemark,  Suède
- Langue originale :
- Format : couleur
- Genre : comédie d'horreur
- Durée : 105 minutes
- Dates de sortie : 
  - États-Unis : janvier 2025 (Festival de Sundance)[1] 18 avril 2025 (Sortie nationale)
  - France : 17 avril 2025 (Hallucinations collectives) 2 juillet 2025 (Sortie nationale)
  - Suisse : 4 juillet 2025 (Festival international du film fantastique de Neuchâtel)

## Distribution
- Lea Myren : Elvira
- Ane Dahl Torp : Rebekka
- Thea Sofie Loch Næss : Agnes
- Flo Fagerli : Alma
- Isac Calmroth (sv) : Prince Julian
- Malte Myrenberg Gårdinger : Isak
- Ralph Carlsson (sv) : Otto
- Cecilia Forss : Sophie von Kronenberg
- Katarzyna Herman : Madame Vanja
- Adam Lundgren : Dr Esthétique
- Willy Ramnek Petri : Frederik von Bluckfish
- Kyrre Hellum (no) : Jan